# Estofado (arte)

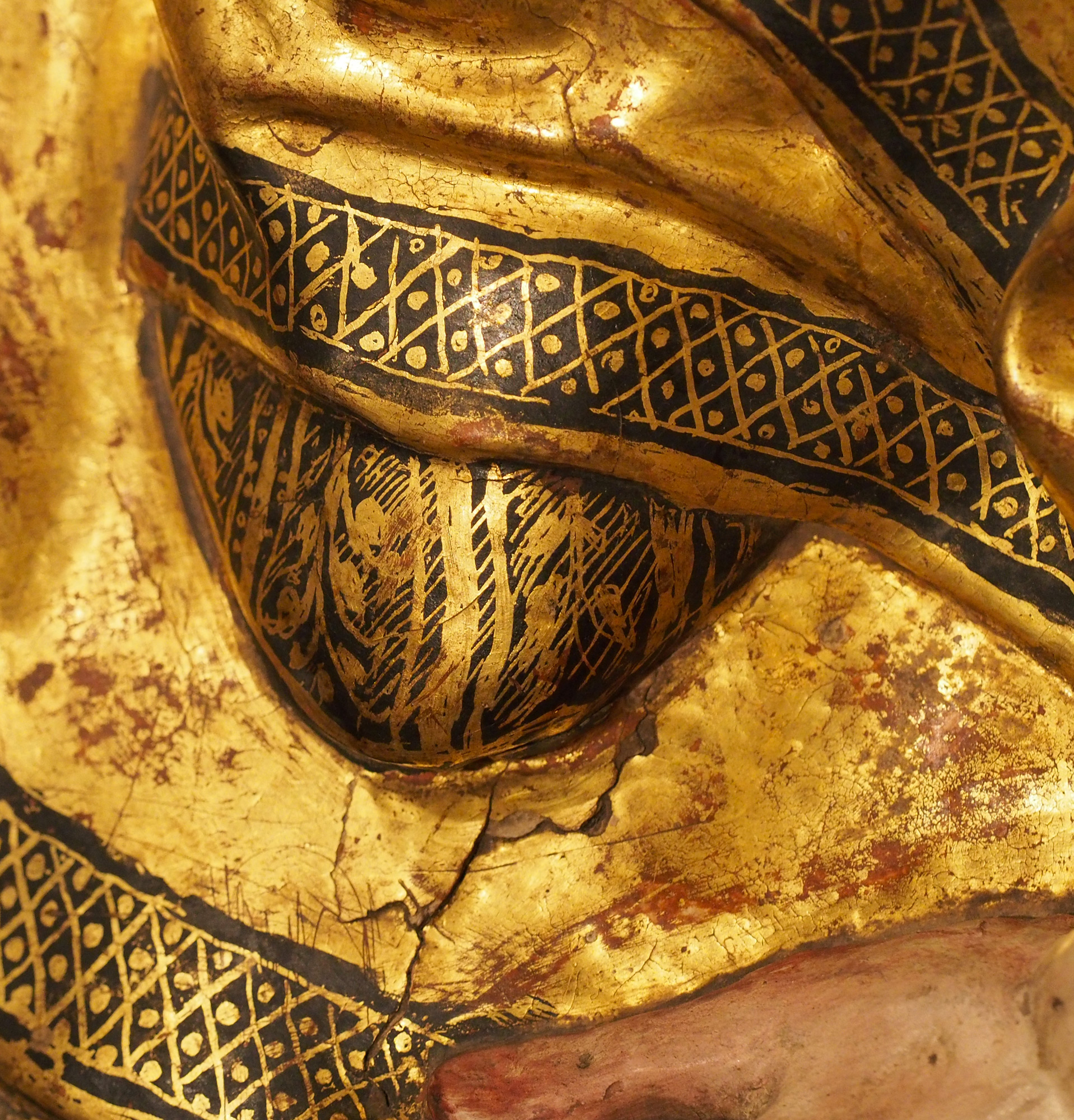
Detalle de una escultura del Retablo de San Benito el Real (Valladolid), c. 1530

El estofado es una técnica en madera policromada. El origen del nombre se cree que se encuentra en la palabra italiana "stoffa" (tela), que hace referencia a la tela fina representada por dicho trabajo.

## Técnica de estofado
El material principal es el pan de oro (también pan de plata o de cobre), unas láminas del metal que imprimen esta tonalidad sobre las superficies en las que se aplica. Luego, con diferentes pigmentos se cubren esas láminas, y finalmente mediante el raspado de estas últimas capas, se hacen dibujos dejando al descubierto el oro subyacente.
Preparación
1. Madera- Bloques de madera se tallan y se unen con pegamento para formar la escultura deseada. Ya unidos se lijan para tener una superficie lisa a la cual adherir enlenzados (pedazos de tela de fibras naturales mojadas con pegamento) que cubren toda la pieza que se va tratar con estofado.
2. Yeso grueso- Se aplican varias capas de pegamento mezclado con carbonato de calcio (Yeso grueso), esperando a que se seque la capa anterior antes de aplicar la siguiente.
3. Yeso mate- Yeso mate es polvo de yeso grueso que se moja hasta que quede blanco y suave. Esta mezcla se deja que se seque y después se mezcla con pegamento y se aplica en varias capas sin esperar a que seque la capa anterior.

Aplicando el dorado
1. Bol- El bol es una mezcla de arcilla de color rojo con cola que se aplica como base del dorado. Después de aplicarse hasta quedar completamente liso, se pule con un pincel especial o perrillo.
2. Pan de oro- Se moja la capa de bol un poco y pequeñas hojas de oro (o plata o cobre) se aplican encima. Ya seco se bruñe con una piedra de ágata.

Pintado
1. Pintura al temple gris- Pigmento blanco de plomo y de carbón se mezclan con una yema de huevo para hacer la siguiente capa que cubre todo el oro (o plata o cobre).
2. Pintura al temple café- Pigmento rojo de hierro, ocre y de carbón se mezclan y se aplican encima de la capa gris.

Decoración
1. Aplicando los diseños- En un papel de pergamino se dibuja el diseño necesario, este diseño se coloca sobre un cojín y con una aguja de coser se hacen perforaciones continuas, con una separación de unas a otras de dos mm aproximadamente, siguiendo las líneas. Después se procede al estarcido, colocando estas plantillas sobre la pintura al temple que cubre el oro, y con una muñequilla con tierra blanca o polvo negro de carbón vegetal, sujetando la plantilla firmemente, se pasa por encima la muñequilla y queda marcado el diseño.
2. Revelando el oro- Usando el pigmento blanco que marca el diseño, se raspan las capas de pintura al temple para descubrir la capa de oro.
3. Resaltando el diseño- Utilizando pinturas y troqueles para hacer hendiduras en el diseño y así darle la textura deseada.

| Virgen de la Anunciación y Arcángel San Gabriel con detalles de estofado                  |
| Virgen de la Anunciación y Arcángel San Gabriel de finales del siglo XVIII. Museo Soumaya |

| La Dolorosa. Estofado es usa prominentemente en esta obra.               |
| La Dolorosa. Estofado es usa prominentemente en esta obra. Museo Soumaya |

| San Luis Gonzaga con detalles de estofado en la túnica                |
| San Luis Gonzaga con detalles de estofado en la túnica. Museo Soumaya |